# Saison 2022-2023 du Thunder d'Oklahoma City
La saison 2022-2023 du Thunder d'Oklahoma City est la 57e saison de la franchise en National Basketball Association (NBA) et la 15e saison dans la ville d'Oklahoma City.

## Draft
| Tour | Choix | Joueur          | Poste | Nationalité | Provenance               |
| ---- | ----- | --------------- | ----- | ----------- | ------------------------ |
| 1    | 2     | Chet Holmgren   | C     | États-Unis  | Bulldogs de Gonzaga      |
| 1    | 12    | Jalen Williams  | G     | États-Unis  | Broncos de Santa Clara   |
| 1    | 30    | Peyton Watson   | G/F   | États-Unis  | Bruins de l'UCLA         |
| 2    | 34    | Jaylin Williams | F     | États-Unis  | Razorbacks de l'Arkansas |

## Matchs

### Summer League
| Summer League Total: 5-3 |

| Match | Date match | Équipe       | Score   | Meilleur marqueur       | Meilleur rebondeur          | Meilleur passeur | Lieux Spectateurs             | Série |
| ----- | ---------- | ------------ | ------- | ----------------------- | --------------------------- | ---------------- | ----------------------------- | ----- |
| 1     | 5 juillet  | Utah         | V 98-77 | Chet Holmgren (23)      | Jeremiah Robinson-Earl (10) | Josh Giddey (11) | Vivint Smart Home Arena 6 641 | 1 - 0 |
| 2     | 6 juillet  | Memphis      | V 87-71 | Jalen Williams (16)     | Chet Holmgren (12)          | Josh Giddey (10) | Vivint Smart Home Arena 0     | 2 - 0 |
| 3     | 7 juillet  | Philadelphie | D 79-80 | Aleksej Pokuševski (14) | Jeremiah Robinson-Earl (7)  | Josh Giddey (7)  | Vivint Smart Home Arena 0     | 2 - 1 |

| Match | Date match | Équipe              | Score    | Meilleur marqueur           | Meilleur rebondeur          | Meilleur passeur    | Lieux Spectateurs      | Série |
| ----- | ---------- | ------------------- | -------- | --------------------------- | --------------------------- | ------------------- | ---------------------- | ----- |
| 1     | 9 juillet  | Houston             | D 88-90  | Jalen Williams (15)         | Chet Holmgren (8)           | Josh Giddey (8)     | Thomas & Mack Center 0 | 0 - 1 |
| 2     | 11 juillet | Orlando             | V 84-81  | Chet Holmgren (16)          | Chet Holmgren (10)          | Josh Giddey (8)     | Thomas & Mack Center 0 | 1 - 1 |
| 3     | 13 juillet | Sacramento          | V 86-80  | Tre Mann (15)               | Dieng, Williams (7)         | Tre Mann (7)        | Thomas & Mack Center 0 | 2 - 1 |
| 4     | 15 juillet | Golden State        | V 90-82  | Jeremiah Robinson-Earl (15) | Jeremiah Robinson-Earl (14) | Jalen Williams (6)  | Thomas & Mack Center 0 | 3 - 1 |
| 5     | 17 juillet | La Nouvelle-Orléans | D 71-107 | Gabe Brown (23)             | Krejčí, Williams (8)        | Jaylin Williams (8) | Cox Pavilion 0         | 3 - 2 |

### Pré-saison
| Pré-saison Total: 5-1 (Domicile : 1-1; Extérieur : 4-0) |

| Match | Date match | Équipe           | Score     | Meilleur marqueur     | Meilleur rebondeur          | Meilleur passeur          | Lieux Spectateurs          | Série |
| ----- | ---------- | ---------------- | --------- | --------------------- | --------------------------- | ------------------------- | -------------------------- | ----- |
| 1     | 3 octobre  | @ Denver         | V 112-101 | Tre Mann (17)         | Josh Giddey (12)            | Josh Giddey (9)           | Ball Arena 12 432          | 1 - 0 |
| 2     | 5 octobre  | Dallas           | D 96-98   | Josh Giddey (13)      | Bazley, K. Williams (6)     | Giddey, Jal. Williams (3) | BOK Center 0               | 1 - 1 |
| 3     | 6 octobre  | Adelaide 36ers   | V 131-98  | Lindy Waters III (23) | Jalen Williams (12)         | Giddey, Jal. Williams (6) | Paycom Center 0            | 2 - 1 |
| 4     | 9 octobre  | Maccabi Ra'anana | V 144-97  | Eugene Omoruyi (25)   | Omoruyi, Jay. Williams (12) | Jalen Williams (13)       | Paycom Center 4 900        | 3 - 1 |
| 5     | 11 octobre | @ Détroit        | V 115-99  | Trois joueurs (16)    | Darius Bazley (8)           | Josh Giddey (9)           | Little Caesars Arena 8 723 | 4 - 1 |
| 6     | 13 octobre | @ San Antonio    | V 118-112 | Jalen Williams (21)   | Jaylin Williams (11)        | Giddey, Mann (6)          | AT&T Center 13 836         | 5 - 1 |

### Saison régulière
| Saison régulière Total: 40-42 (Domicile : 24-17; Extérieur : 16-25) |

| Match | Date match | Équipe        | Score          | Meilleur marqueur            | Meilleur rebondeur    | Meilleur passeur            | Lieux Spectateurs               | Série |
| ----- | ---------- | ------------- | -------------- | ---------------------------- | --------------------- | --------------------------- | ------------------------------- | ----- |
| 1     | 19 octobre | @ Minnesota   | D 108-115      | Shai Gilgeous-Alexander (32) | Josh Giddey (11)      | Shai Gilgeous-Alexander (5) | Target Center 17 136            | 0 - 1 |
| 2     | 22 octobre | @ Denver      | D 117-122      | Shai Gilgeous-Alexander (28) | Josh Giddey (12)      | Shai Gilgeous-Alexander (7) | Ball Arena 19 983               | 0 - 2 |
| 3     | 23 octobre | Minnesota     | D 106-116      | Luguentz Dort (20)           | Mike Muscala (9)      | Josh Giddey (5)             | Paycom Center 15 044            | 0 - 3 |
| 4     | 25 octobre | L.A. Clippers | V 108-94       | Shai Gilgeous-Alexander (33) | Muscala, Wiggins (10) | Shai Gilgeous-Alexander (8) | Paycom Center 13 105            | 1 - 3 |
| 5     | 27 octobre | L.A. Clippers | V 118-110      | Shai Gilgeous-Alexander (24) | Darius Bazley (9)     | Shai Gilgeous-Alexander (6) | Paycom Center 14 510            | 2 - 3 |
| 6     | 29 octobre | @ Dallas      | V 117-111 (OT) | Shai Gilgeous-Alexander (38) | Darius Bazley (8)     | Shai Gilgeous-Alexander (9) | American Airlines Center 20 307 | 3 - 3 |

| Match | Date match   | Équipe                | Score           | Meilleur marqueur            | Meilleur rebondeur             | Meilleur passeur               | Lieux Spectateurs            | Série  |
| ----- | ------------ | --------------------- | --------------- | ---------------------------- | ------------------------------ | ------------------------------ | ---------------------------- | ------ |
| 7     | 1er novembre | Orlando               | V 116-108       | Shai Gilgeous-Alexander (34) | Aleksej Pokuševski (9)         | Josh Giddey (10)               | Paycom Center 13 109         | 4 - 3  |
| 8     | 3 novembre   | Denver                | D 110-122       | Shai Gilgeous-Alexander (37) | Pokuševski, Robinson-Earl (7)  | Josh Giddey (5)                | Paycom Center 13 791         | 4 - 4  |
| 9     | 5 novembre   | @ Milwaukee           | D 94-108        | Shai Gilgeous-Alexander (18) | Josh Giddey (6)                | Luguentz Dort (7)              | Fiserv Forum 17 713          | 4 - 5  |
| 10    | 7 novembre   | @ Détroit             | D 103-112       | Shai Gilgeous-Alexander (33) | Kenrich Williams (8)           | Shai Gilgeous-Alexander (5)    | Little Caesars Arena 16 223  | 4 - 6  |
| 11    | 9 novembre   | Milwaukee             | D 132-136 (2OT) | Shai Gilgeous-Alexander (39) | Josh Giddey (15)               | Josh Giddey (6)                | Paycom Center 15 180         | 4 - 7  |
| 12    | 11 novembre  | Toronto               | V 132-113       | Eugene Omoruyi (22)          | Josh Giddey (9)                | Jalen Williams (11)            | Paycom Center 16 104         | 5 - 7  |
| 13    | 13 novembre  | @ New York            | V 145-135       | Shai Gilgeous-Alexander (37) | Josh Giddey (10)               | Eugene Omoruyi (12)            | Madison Square Garden 18 325 | 6 - 7  |
| 14    | 14 novembre  | @ Boston              | D 122-126       | Shai Gilgeous-Alexander (37) | Aleksej Pokuševski (14)        | Shai Gilgeous-Alexander (8)    | TD Garden 19 156             | 6 - 8  |
| 15    | 16 novembre  | @ Washington          | V 121-120       | Shai Gilgeous-Alexander (42) | Giddey, Gilgeous-Alexander (6) | Shai Gilgeous-Alexander (7)    | Capital One Arena 12 630     | 7 - 8  |
| 16    | 18 novembre  | @ Memphis             | D 110-121       | Josh Giddey (20)             | Dort, Robinson-Earl (7)        | Josh Giddey (11)               | FedExForum 17 324            | 7 - 9  |
| 17    | 21 novembre  | New York              | D 119-129       | Shai Gilgeous-Alexander (30) | Josh Giddey (9)                | Giddey, Gilgeous-Alexander (7) | Paycom Center 15 079         | 7 - 10 |
| 18    | 23 novembre  | Denver                | D 126-131 (OT)  | Shai Gilgeous-Alexander (31) | Jeremiah Robinson-Earl (11)    | Shai Gilgeous-Alexander (11)   | Paycom Center 13 656         | 7 - 11 |
| 19    | 25 novembre  | Chicago               | V 123-119 (OT)  | Shai Gilgeous-Alexander (30) | Josh Giddey (13)               | Josh Giddey (9)                | Paycom Center 16 082         | 8 - 11 |
| 20    | 26 novembre  | @ Houston             | D 105-118       | Shai Gilgeous-Alexander (32) | Quatre joueurs (5)             | Jalen Williams (4)             | Toyota Center 15 151         | 8 - 12 |
| 21    | 28 novembre  | @ La Nouvelle-Orléans | D 101-105       | Shai Gilgeous-Alexander (31) | Jeremiah Robinson-Earl (13)    | Luguentz Dort (5)              | Smoothie King Center 13 109  | 8 - 13 |
| 22    | 30 novembre  | San Antonio           | V 119-111       | Jalen Williams (27)          | Josh Giddey (14)               | Josh Giddey (5)                | Paycom Center 15 605         | 9 - 13 |

| Match | Date match  | Équipe              | Score          | Meilleur marqueur            | Meilleur rebondeur              | Meilleur passeur               | Lieux Spectateurs                 | Série   |
| ----- | ----------- | ------------------- | -------------- | ---------------------------- | ------------------------------- | ------------------------------ | --------------------------------- | ------- |
| 23    | 3 décembre  | @ Minnesota         | V 135-128      | Shai Gilgeous-Alexander (33) | Josh Giddey (12)                | Josh Giddey (7)                | Target Center 17 136              | 10 - 13 |
| 24    | 5 décembre  | @ Atlanta           | V 121-114      | Shai Gilgeous-Alexander (35) | Luguentz Dort (10)              | Shai Gilgeous-Alexander (5)    | State Farm Arena 16 301           | 11 - 13 |
| 25    | 7 décembre  | @ Memphis           | D 102-123      | Shai Gilgeous-Alexander (26) | Josh Giddey (10)                | Shai Gilgeous-Alexander (7)    | FedExForum 15 942                 | 11 - 14 |
| 26    | 10 décembre | @ Cleveland         | D 102-110      | Shai Gilgeous-Alexander (23) | Aleksej Pokuševski (14)         | Josh Giddey (6)                | Rocket Mortgage FieldHouse 19 432 | 11 - 15 |
| 27    | 12 décembre | @ Dallas            | D 114-121      | Shai Gilgeous-Alexander (42) | Aleksej Pokuševski (9)          | Giddey, Williams (4)           | American Airlines Center 19 877   | 11 - 16 |
| 28    | 14 décembre | Miami               | D 108-110      | Shai Gilgeous-Alexander (27) | Josh Giddey (11)                | Giddey, Gilgeous-Alexander (7) | Paycom Center 14 783              | 11 - 17 |
| 29    | 16 décembre | Minnesota           | D 110-112      | Shai Gilgeous-Alexander (35) | Josh Giddey (13)                | Josh Giddey (6)                | Paycom Center 14 885              | 11 - 18 |
| 30    | 17 décembre | Memphis             | V 115-109      | Luguentz Dort (24)           | Kenrich Williams (8)            | Jalen Williams (6)             | Paycom Center 16 895              | 12 - 18 |
| 31    | 19 décembre | Portland            | V 123-121      | Shai Gilgeous-Alexander (35) | Jalen Williams (7)              | Shai Gilgeous-Alexander (6)    | Paycom Center 14 672              | 13 - 18 |
| 32    | 21 décembre | Portland            | V 101-98       | Shai Gilgeous-Alexander (27) | Kenrich Williams (7)            | Josh Giddey (6)                | Paycom Center 15 107              | 14 - 18 |
| 33    | 23 décembre | La Nouvelle-Orléans | D 125-128 (OT) | Shai Gilgeous-Alexander (44) | Giddey, Gilgeous-Alexander (10) | Giddey, Gilgeous-Alexander (6) | Paycom Center 15 214              | 14 - 19 |
| 34    | 27 décembre | San Antonio         | V 130-114      | Shai Gilgeous-Alexander (28) | Jalen Williams (9)              | Giddey, Gilgeous-Alexander (8) | Paycom Center 16 229              | 15 - 19 |
| 35    | 29 décembre | @ Charlotte         | D 113-121      | Shai Gilgeous-Alexander (28) | Giddey, Jay. Williams (10)      | Shai Gilgeous-Alexander (5)    | Spectrum Center 19 425            | 15 - 20 |
| 36    | 31 décembre | Philadelphie        | D 96-115       | Josh Giddey (20)             | Giddey, K. Williams (9)         | Shai Gilgeous-Alexander (5)    | Paycom Center 17 147              | 15 - 21 |

| Match | Date match | Équipe         | Score     | Meilleur marqueur               | Meilleur rebondeur          | Meilleur passeur                    | Lieux Spectateurs         | Série   |
| ----- | ---------- | -------------- | --------- | ------------------------------- | --------------------------- | ----------------------------------- | ------------------------- | ------- |
| 37    | 3 janvier  | Boston         | V 150-117 | Josh Giddey (25)                | Jaylin Williams (7)         | Jalen Williams (6)                  | Paycom Center 16 778      | 16 - 21 |
| 38    | 4 janvier  | @ Orlando      | D 115-126 | Shai Gilgeous-Alexander (33)    | Kenrich Williams (9)        | Quatre joueurs (4)                  | Amway Center 18 925       | 16 - 22 |
| 39    | 6 janvier  | Washington     | V 127-110 | Shai Gilgeous-Alexander (30)    | Jalen Williams (8)          | Josh Giddey (9)                     | Paycom Center 14 790      | 17 - 22 |
| 40    | 8 janvier  | Dallas         | V 120-109 | Shai Gilgeous-Alexander (33)    | Kenrich Williams (10)       | Trois joueurs (5)                   | Paycom Center 16 317      | 18 - 22 |
| 41    | 10 janvier | @ Miami        | D 111-112 | Shai Gilgeous-Alexander (26)    | Josh Giddey (15)            | Josh Giddey (10)                    | FTX Arena 19 600          | 18 - 23 |
| 42    | 12 janvier | @ Philadelphie | V 133-114 | Shai Gilgeous-Alexander (37)    | Shai Gilgeous-Alexander (8) | Josh Giddey (8)                     | Wells Fargo Center 20 892 | 19 - 23 |
| 43    | 13 janvier | @ Chicago      | V 124-110 | Josh Giddey (25)                | Josh Giddey (10)            | Giddey, Gilgeous-Alexander (6)      | United Center 21 342      | 20 - 23 |
| 44    | 15 janvier | @ Brooklyn     | V 112-102 | Giddey, Gilgeous-Alexander (28) | Josh Giddey (9)             | Josh Giddey (9)                     | Barclays Center 18 165    | 21 - 23 |
| 45    | 18 janvier | Indiana        | V 126-106 | Gilgeous-Alexander, Joe (23)    | Luguentz Dort (11)          | Josh Giddey (11)                    | Paycom Center 14 748      | 22 - 23 |
| 46    | 20 janvier | @ Sacramento   | D 113-118 | Shai Gilgeous-Alexander (37)    | Josh Giddey (10)            | Shai Gilgeous-Alexander (7)         | Golden 1 Center 17 932    | 22 - 24 |
| 47    | 22 janvier | @ Denver       | V 101-99  | Shai Gilgeous-Alexander (34)    | Josh Giddey (9)             | Shai Gilgeous-Alexander (5)         | Ball Arena 19 557         | 23 - 24 |
| 48    | 25 janvier | Atlanta        | D 132-137 | Shai Gilgeous-Alexander (36)    | Josh Giddey (8)             | Gilgeous-Alexander, K. Williams (7) | Paycom Center 15 079      | 23 - 25 |
| 49    | 27 janvier | Cleveland      | V 112-100 | Shai Gilgeous-Alexander (35)    | Kenrich Williams (7)        | Shai Gilgeous-Alexander (8)         | Paycom Center 16 236      | 24 - 25 |
| 50    | 30 janvier | Golden State   | D 120-128 | Shai Gilgeous-Alexander (31)    | Giddey, K. Williams (8)     | Shai Gilgeous-Alexander (7)         | Paycom Center 16 854      | 24 - 26 |

| Match                  | Date match  | Équipe              | Score          | Meilleur marqueur            | Meilleur rebondeur                  | Meilleur passeur               | Lieux Spectateurs              | Série   |
| ---------------------- | ----------- | ------------------- | -------------- | ---------------------------- | ----------------------------------- | ------------------------------ | ------------------------------ | ------- |
| 51                     | 1er février | @ Houston           | D 106-112      | Shai Gilgeous-Alexander (24) | Darius Bazley (9)                   | Josh Giddey (8)                | Toyota Center 15 181           | 24 - 27 |
| 52                     | 4 février   | Houston             | V 153-121      | Shai Gilgeous-Alexander (42) | Josh Giddey (8)                     | Josh Giddey (10)               | Paycom Center 16 994           | 25 - 27 |
| 53                     | 6 février   | @ Golden State      | D 114-141      | Shai Gilgeous-Alexander (20) | Josh Giddey (7)                     | Josh Giddey (8)                | Chase Center 18 064            | 25 - 28 |
| 54                     | 7 février   | @ L.A. Lakers       | V 133-130      | Shai Gilgeous-Alexander (30) | Jalen Williams, Jaylin Williams (7) | Shai Gilgeous-Alexander (8)    | Crypto.com Arena 18 997        | 26 - 28 |
| 55                     | 10 février  | @ Portland          | V 138-129      | Shai Gilgeous-Alexander (44) | Josh Giddey (6)                     | Giddey, Gilgeous-Alexander (7) | Moda Center 19 424             | 27 - 28 |
| 56                     | 13 février  | La Nouvelle-Orléans | D 100-103      | Shai Gilgeous-Alexander (24) | Shai Gilgeous-Alexander (10)        | Shai Gilgeous-Alexander (5)    | Paycom Center 14 920           | 27 - 29 |
| 57                     | 15 février  | Houston             | V 133-96       | Shai Gilgeous-Alexander (29) | Jaylin Williams (16)                | Giddey, Gilgeous-Alexander (6) | Paycom Center 14 988           | 28 - 29 |
| NBA All-Star Game 2023 |             |                     |                |                              |                                     |                                |                                |         |
| 58                     | 23 février  | @ Utah              | D 119-120 (OT) | Shai Gilgeous-Alexander (39) | Dort, Giddey (11)                   | Shai Gilgeous-Alexander (7)    | Vivint Smart Home Arena 18 206 | 28 - 30 |
| 59                     | 24 février  | @ Phoenix           | D 115-124      | Isaiah Joe (28)              | Luguentz Dort (10)                  | Giddey, Jaylin Williams (5)    | Footprint Center 17 071        | 28 - 31 |
| 60                     | 26 février  | Sacramento          | D 115-124      | Isaiah Joe (24)              | Josh Giddey (7)                     | Josh Giddey (5)                | Paycom Center 15 147           | 28 - 32 |
| 61                     | 28 février  | Sacramento          | D 117-123      | Jalen Williams (27)          | Dario Šarić (8)                     | Jalen Williams (8)             | Paycom Center 13 353           | 28 - 33 |

| Match | Date match | Équipe                | Score     | Meilleur marqueur               | Meilleur rebondeur   | Meilleur passeur            | Lieux Spectateurs            | Série   |
| ----- | ---------- | --------------------- | --------- | ------------------------------- | -------------------- | --------------------------- | ---------------------------- | ------- |
| 62    | 1er mars   | L.A. Lakers           | D 117-123 | Jalen Williams (24)             | Jaylin Williams (12) | Josh Giddey (11)            | Paycom Center 17 114         | 28 - 34 |
| 63    | 3 mars     | Utah                  | V 130-103 | Aaron Wiggins (27)              | Jaylin Williams (9)  | Josh Giddey (13)            | Paycom Center 16 538         | 29 - 34 |
| 64    | 5 mars     | Utah                  | V 129-119 | Shai Gilgeous-Alexander (38)    | Josh Giddey (9)      | Josh Giddey (9)             | Paycom Center 14 778         | 30 - 34 |
| 65    | 7 mars     | Golden State          | V 137-128 | Shai Gilgeous-Alexander (33)    | Josh Giddey (11)     | Josh Giddey (17)            | Paycom Center 16 142         | 31 - 34 |
| 66    | 8 mars     | @ Phoenix             | D 101-132 | Lindy Waters III (23)           | Trois joueurs (7)    | Josh Giddey (5)             | Footprint Center 17 071      | 31 - 35 |
| 67    | 11 mars    | @ La Nouvelle-Orléans | V 110-96  | Shai Gilgeous-Alexander (35)    | Josh Giddey (7)      | Luguentz Dort (5)           | Smoothie King Center 17 606  | 32 - 35 |
| 68    | 12 mars    | @ San Antonio         | V 102-90  | Jalen Williams (21)             | Josh Giddey (11)     | Jalen Williams (10)         | AT&T Center 17 314           | 33 - 35 |
| 69    | 14 mars    | Brooklyn              | V 121-107 | Shai Gilgeous-Alexander (35)    | Josh Giddey (13)     | Josh Giddey (10)            | Paycom Center 16 976         | 34 - 35 |
| 70    | 16 mars    | @ Toronto             | D 111-128 | Shai Gilgeous-Alexander (29)    | Luguentz Dort (8)    | Luguentz Dort (5)           | Scotiabank Arena 19 800      | 34 - 36 |
| 71    | 19 mars    | Phoenix               | V 124-120 | Shai Gilgeous-Alexander (40)    | Jalen Williams (10)  | Josh Giddey (6)             | Paycom Center 17 897         | 35 - 36 |
| 72    | 21 mars    | @ L.A. Clippers       | V 101-100 | Shai Gilgeous-Alexander (31)    | Jalen Williams (8)   | Josh Giddey (6)             | Crypto.com Arena 19 068      | 36 - 36 |
| 73    | 23 mars    | @ L.A. Clippers       | D 105-127 | Shai Gilgeous-Alexander (30)    | Jaylin Williams (9)  | Trois joueurs (4)           | Crypto.com Arena 17 307      | 36 - 37 |
| 74    | 24 mars    | @ L.A. Lakers         | D 111-116 | Giddey, Gilgeous-Alexander (27) | Josh Giddey (17)     | Shai Gilgeous-Alexander (8) | Crypto.com Arena 18 997      | 36 - 38 |
| 75    | 26 mars    | @ Portland            | V 118-112 | Shai Gilgeous-Alexander (31)    | Josh Giddey (11)     | Josh Giddey (6)             | Moda Center 18 626           | 37 - 38 |
| 76    | 28 mars    | Charlotte             | D 134-137 | Isaiah Joe (33)                 | Josh Giddey (10)     | Josh Giddey (9)             | Paycom Center 15 428         | 37 - 39 |
| 77    | 29 mars    | Détroit               | V 107-106 | Jalen Williams (27)             | Jalen Williams (8)   | Josh Giddey (7)             | Paycom Center 15 047         | 38 - 39 |
| 78    | 31 mars    | @ Indiana             | D 117-121 | Shai Gilgeous-Alexander (39)    | Luguentz Dort (10)   | Jalen Williams (6)          | Gainbridge Fieldhouse 16 506 | 38 - 40 |

| Match | Date match | Équipe         | Score     | Meilleur marqueur            | Meilleur rebondeur | Meilleur passeur            | Lieux Spectateurs              | Série   |
| ----- | ---------- | -------------- | --------- | ---------------------------- | ------------------ | --------------------------- | ------------------------------ | ------- |
| 79    | 2 avril    | Phoenix        | D 118-128 | Shai Gilgeous-Alexander (39) | Josh Giddey (9)    | Josh Giddey (8)             | Paycom Center 17 981           | 38 - 41 |
| 80    | 4 avril    | @ Golden State | D 125-136 | Shai Gilgeous-Alexander (32) | Josh Giddey (6)    | Shai Gilgeous-Alexander (7) | Chase Center 18 064            | 38 - 42 |
| 81    | 6 avril    | @ Utah         | V 114-98  | Shai Gilgeous-Alexander (22) | Dario Šarić (10)   | Josh Giddey (8)             | Vivint Smart Home Arena 18 206 | 39 - 42 |
| 82    | 9 avril    | Memphis        | V 115-100 | Jared Butler (25)            | Olivier Sarr (15)  | Tre Mann (12)               | Paycom Center 16 601           | 40 - 42 |

### Play-in tournament
| Play-in Total: 1-1 (Domicile : 0-0; Extérieur : 1-1) |

| Match | Date match | Équipe                | Score     | Meilleur marqueur            | Meilleur rebondeur | Meilleur passeur | Lieux Spectateurs           | Série |
| ----- | ---------- | --------------------- | --------- | ---------------------------- | ------------------ | ---------------- | --------------------------- | ----- |
| 1     | 12 avril   | @ La Nouvelle-Orléans | V 123-118 | Shai Gilgeous-Alexander (32) | Josh Giddey (9)    | Josh Giddey (10) | Smoothie King Center 18 715 | 1 - 0 |

| Match | Date match | Équipe      | Score    | Meilleur marqueur            | Meilleur rebondeur | Meilleur passeur   | Lieux Spectateurs    | Série |
| ----- | ---------- | ----------- | -------- | ---------------------------- | ------------------ | ------------------ | -------------------- | ----- |
| 1     | 14 avril   | @ Minnesota | D 95-120 | Shai Gilgeous-Alexander (22) | Luguentz Dort (8)  | Jalen Williams (5) | Target Center 19 304 | 0 - 1 |

### Confrontations en saison régulière
| Conférence Est      | Conférence Est                              | Conférence Est                              | Conférence Ouest                            | Conférence Ouest                            | Conférence Ouest                            | Conférence Ouest                            | Conférence Ouest                            |
| Division Atlantique | Division Atlantique                         | Division Atlantique                         | Division Nord-Ouest                         | Division Nord-Ouest                         | Division Nord-Ouest                         | Division Nord-Ouest                         | Division Nord-Ouest                         |
| Équipe              | Domicile                                    | Extérieur                                   | Équipe                                      | Domicile                                    | Domicile                                    | Extérieur                                   | Extérieur                                   |
| ------------------- | ------------------------------------------- | ------------------------------------------- | ------------------------------------------- | ------------------------------------------- | ------------------------------------------- | ------------------------------------------- | ------------------------------------------- |
| Boston              | 150-117                                     | 122-126                                     | Denver                                      | 110-122                                     | 126-131 (OT)                                | 117-122                                     | 101-99                                      |
| Brooklyn            | 121-107                                     | 112-102                                     | Minnesota                                   | 106-116                                     | 110-112                                     | 108-115                                     | 135-128                                     |
| New York            | 119-129                                     | 145-135                                     |                                             |                                             |                                             |                                             |                                             |
| Philadelphie        | 96-115                                      | 133-114                                     | Portland                                    | 123-121                                     | 101-98                                      | 138-129                                     | 118-112                                     |
| Toronto             | 132-113                                     | 101-128                                     | Utah                                        | 130-103                                     | 129-119                                     | 119-120 (OT)                                | 114-98                                      |
| Division            | 6-4 (Domicile : 3-2; Extérieur : 3-2)       | 6-4 (Domicile : 3-2; Extérieur : 3-2)       | Division                                    | 9-7 (Domicile : 4-4; Extérieur : 5-3)       | 9-7 (Domicile : 4-4; Extérieur : 5-3)       | 9-7 (Domicile : 4-4; Extérieur : 5-3)       | 9-7 (Domicile : 4-4; Extérieur : 5-3)       |
| Division Centrale   | Division Centrale                           | Division Centrale                           | Division Pacifique                          | Division Pacifique                          | Division Pacifique                          | Division Pacifique                          | Division Pacifique                          |
| Équipe              | Domicile                                    | Extérieur                                   | Équipe                                      | Domicile                                    | Domicile                                    | Extérieur                                   | Extérieur                                   |
| Chicago             | 123-119 (OT)                                | 124-110                                     | Golden State                                | 120-128                                     | 137-128                                     | 114-141                                     | 125-136                                     |
| Cleveland           | 112-100                                     | 102-110                                     | L.A. Clippers                               | 108-94                                      | 118-110                                     | 101-100                                     | 105-127                                     |
| Detroit             | 107-106                                     | 103-112                                     | L.A. Lakers                                 | 117-123                                     |                                             | 133-130                                     | 111-116                                     |
| Indiana             | 126-106                                     | 117-121                                     | Phoenix                                     | 124-120                                     | 118-128                                     | 115-124                                     | 101-132                                     |
| Milwaukee           | 132-126 (2OT)                               | 94-108                                      | Sacramento                                  | 115-124                                     | 117-123                                     | 113-118                                     |                                             |
| Division            | 5-5 (Domicile : 4-1; Extérieur : 1-4)       | 5-5 (Domicile : 4-1; Extérieur : 1-4)       | Division                                    | 6-12' (Domicile : 4-5; Extérieur : 2-7)     | 6-12' (Domicile : 4-5; Extérieur : 2-7)     | 6-12' (Domicile : 4-5; Extérieur : 2-7)     | 6-12' (Domicile : 4-5; Extérieur : 2-7)     |
| Division Sud-Est    | Division Sud-Est                            | Division Sud-Est                            | Division Sud-Ouest                          | Division Sud-Ouest                          | Division Sud-Ouest                          | Division Sud-Ouest                          | Division Sud-Ouest                          |
| Équipe              | Domicile                                    | Extérieur                                   | Équipe                                      | Domicile                                    | Domicile                                    | Extérieur                                   | Extérieur                                   |
| Atlanta             | 132-137                                     | 121-114                                     | Dallas                                      | 120-109                                     |                                             | 117-111 (OT)                                | 114-121                                     |
| Charlotte           | 134-137                                     | 113-121                                     | Houston                                     | 153-121                                     | 133-96                                      | 105-118                                     | 106-112                                     |
| Miami               | 108-110                                     | 111-112                                     | Memphis                                     | 115-109                                     | 115-100                                     | 110-121                                     | 102-123                                     |
| Orlando             | 116-108                                     | 115-126                                     | New Orleans                                 | 125-128 (OT)                                | 100-103                                     | 101-105                                     | 110-96                                      |
| Washington          | 127-110                                     | 121-120                                     | San Antonio                                 | 119-111                                     | 130-114                                     | 102-90                                      |                                             |
| Division            | 3-6 (Domicile : 2-3; Extérieur : 1-3)       | 3-6 (Domicile : 2-3; Extérieur : 1-3)       | Division                                    | 11-8 (Domicile : 7-2; Extérieur : 4-6)      | 11-8 (Domicile : 7-2; Extérieur : 4-6)      | 11-8 (Domicile : 7-2; Extérieur : 4-6)      | 11-8 (Domicile : 7-2; Extérieur : 4-6)      |
| Conférence          | 14-15 (Domicile : 9-6; Extérieur : 5-9)     | 14-15 (Domicile : 9-6; Extérieur : 5-9)     | Conférence                                  | 26-27 (Domicile : 15-11; Extérieur : 11-16) | 26-27 (Domicile : 15-11; Extérieur : 11-16) | 26-27 (Domicile : 15-11; Extérieur : 11-16) | 26-27 (Domicile : 15-11; Extérieur : 11-16) |
| Total               | 40-42 (Domicile : 24-17; Extérieur : 16-25) | 40-42 (Domicile : 24-17; Extérieur : 16-25) | 40-42 (Domicile : 24-17; Extérieur : 16-25) | 40-42 (Domicile : 24-17; Extérieur : 16-25) | 40-42 (Domicile : 24-17; Extérieur : 16-25) | 40-42 (Domicile : 24-17; Extérieur : 16-25) | 40-42 (Domicile : 24-17; Extérieur : 16-25) |

## Classements
| Conférence Ouest | Conférence Ouest                     | Conférence Ouest | Conférence Ouest | Conférence Ouest | Conférence Ouest | Conférence Ouest | Conférence Ouest |
| No               | Franchise                            | Vic.             | Def.             | MJ               | V/D              | GB               |                  |
| ---------------- | ------------------------------------ | ---------------- | ---------------- | ---------------- | ---------------- | ---------------- | ---------------- |
| 1                | c - Nuggets de Denver                | 53               | 29               | 82               | .646             | -                |                  |
| 2                | y - Grizzlies de Memphis             | 51               | 31               | 82               | .622             | 2                |                  |
| 3                | y - Kings de Sacramento              | 48               | 34               | 82               | .585             | 5                |                  |
| 4                | x - Suns de Phoenix                  | 45               | 37               | 82               | .549             | 8                |                  |
| 5                | x - Clippers de Los Angeles          | 44               | 38               | 82               | .537             | 9                |                  |
| 6                | x - Warriors de Golden State         | 44               | 38               | 82               | .537             | 9                |                  |
|                  |                                      |                  |                  |                  |                  |                  |                  |
| 7                | x - Lakers de Los Angeles            | 43               | 39               | 82               | .524             | 10               |                  |
| 8                | x - Timberwolves du Minnesota        | 42               | 40               | 82               | .512             | 11               |                  |
| 9                | pi - Pelicans de La Nouvelle-Orléans | 42               | 40               | 82               | .512             | 11               |                  |
| 10               | pi - Thunder d'Oklahoma City         | 40               | 42               | 82               | .488             | 13               |                  |
|                  |                                      |                  |                  |                  |                  |                  |                  |
| 11               | o - Mavericks de Dallas              | 38               | 44               | 82               | .463             | 15               |                  |
| 12               | o - Jazz de l'Utah                   | 37               | 45               | 82               | .451             | 16               |                  |
| 13               | o - Trail Blazers de Portland        | 33               | 49               | 82               | .402             | 20               |                  |
| 14               | o - Rockets de Houston               | 22               | 60               | 82               | .268             | 31               |                  |
| 15               | o - Spurs de San Antonio             | 22               | 60               | 82               | .268             | 31               |                  |

| Division Nord-Ouest            | V  | D  | MJ | V/D  | GB | Dom   | Ext   | Div  |
| ------------------------------ | -- | -- | -- | ---- | -- | ----- | ----- | ---- |
| y - Nuggets de Denver          | 53 | 29 | 82 | .646 | –  | 34-7  | 19-22 | 10-6 |
| pi - Timberwolves du Minnesota | 42 | 40 | 82 | .512 | 11 | 22-19 | 20-21 | 8-8  |
| pi - Thunder d'Oklahoma City   | 40 | 42 | 82 | .488 | 13 | 24-17 | 16-25 | 9-7  |
| o - Jazz de l'Utah             | 37 | 45 | 82 | .451 | 16 | 23-18 | 14-27 | 6-10 |
| o - Trail Blazers de Portland  | 33 | 49 | 82 | .402 | 20 | 17-24 | 16-25 | 7-9  |